# Arnschwang
Arnschwang település Németországban, azon belül Bajorországban. Lakosainak száma 2048 fő (2023. december 31.).

## Népesség
A település népessége az elmúlt években az alábbi módon változott:
| Lakosok száma | 835  | 1392 | 1606 | 1775 | 1934 | 1944 | 1965 | 1972 | 2027 | 2048 |
|               | 1875 | 1950 | 1975 | 1987 | 2012 | 2014 | 2016 | 2017 | 2021 | 2023 |